# Régis Debray
Jules Régis Debray (París; 2 de septiembre de 1940) es un filósofo y escritor francés.
Proveniente de una familia burguesa adinerada, estudió en el Lycée Janson de Sailly de París y se doctoró en la Escuela Normal Superior de París, donde más tarde impartió clases. Fue un fiel seguidor del marxista Louis Althusser, además de amigo de Fidel Castro y Che Guevara. En 1967 escribió su primera obra, llamada Revolución en la revolución. Fue miembro del Partido Socialista francés, del que se alejó tras diferencias ideológicas con el expresidente François Mitterrand.

## Biografía
Tras ser profesor en la escuela donde estudió, se vio muy influido por los pensadores marxistas, especialmente por su compatriota Louis Althusser. En 1960, tras la Revolución cubana, viajó a aquel país y se reunió con Fidel Castro y Che Guevara, al que siguió en su camino de extender la revolución hasta Bolivia, para acompañarlo en el movimiento guerrillero que intentaría derrocar a René Barrientos. Sin embargo, apenas se inició la campaña guerrillera, comenzó a evidenciar síntomas de miedo por lo que Guevara decidió sacarlo de su fuerza combatiente dando un amplio rodeo para alejarlo y que pudiera llegar a algún poblado diciendo que era periodista. Por disposición del Che, Ciro Bustos debería acompañarlo.

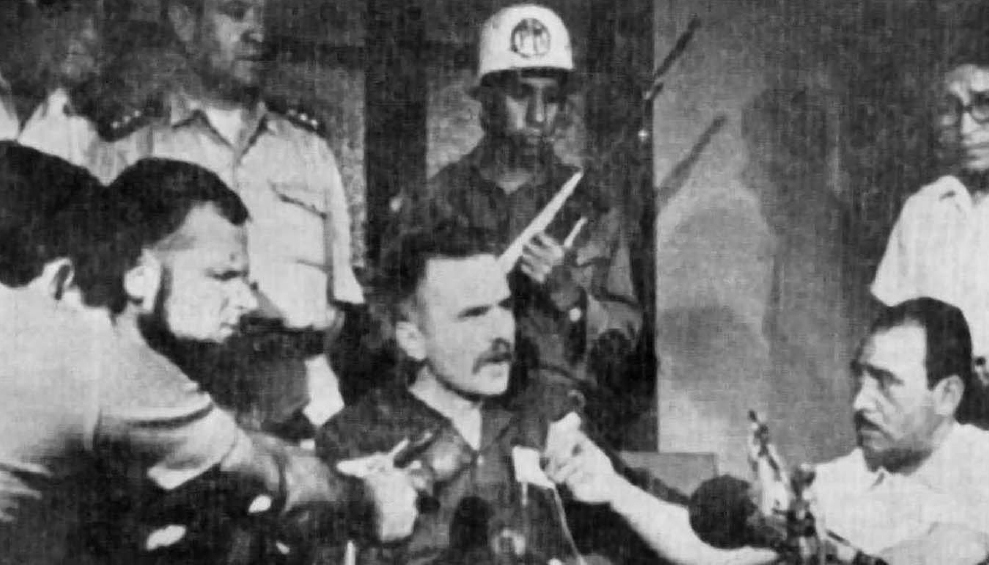
Régis Debray en una foto publicada para una nota denunciando su condena a 30 años en Bolivia.

Por entonces estaba casado con la escritora venezolana Elizabeth Burgos. Hecho prisionero por el ejército boliviano en Muyupampa, el 20 de abril de 1967, fue juzgado y condenado a 30 años de prisión, el 17 de noviembre de  1967, junto al argentino Ciro Bustos. Aunque unas versiones culpan a Debray y otras a Bustos, seguramente las declaraciones realizadas por ambos bajo presiones (como dijo Bustos en innumerables reportajes, nunca fueron torturados porque la presión internacional era muy grande), junto con las de otras personas y pruebas adicionales, dieron a los militares bolivianos y agentes de la CIA Félix Ismael Rodríguez y Andrés Villoldo que los interrogaron la información necesaria para capturar al Che. Después de una campaña internacional en la cual participaron Jean-Paul Sartre, André Malraux, Charles de Gaulle y Pablo VI y tras la muerte de Barrientos, el 27 de abril de 1969, fue amnistiado por el nuevo presidente Juan José Torres y liberado el 23 de diciembre de 1970.
Sus tres primeras obras fueron en defensa de los grupos guerrilleros, a los que aconsejó que se integrasen en la clase campesina, ya que pensaba que serían ellos quienes pondrían fin al imperialismo en Latinoamérica. Este pensamiento fue un modelo para los marxistas e izquierdistas de la época.
En 1971 viajó a Chile, donde conoció a Salvador Allende. La muerte del presidente chileno durante el golpe de Estado de 1973 significó un cambio de orientación en su pensamiento sobre los límites de la teoría revolucionaria, que le llevó a escribir obras como Crítica de la razón política en 1981.
El 22 de septiembre fue expusaldo de España cuando fue sorprendido durante una rueda de prensa clandestina en la Torre de Madrid, presentando un manifiesto suscrito por varios intelectuales franceses en contra de las penas de muerte que había dictado la Justicia militar española a once terroristas.
En esa época comenzó su carrera política en el Partido Socialista francés y fue nombrado asesor de políticas exteriores para el Tercer Mundo del presidente François Mitterrand. Luego formó parte del Consejo de Estado, aunque renunció al poco tiempo. En 1988 Mitterrand fue reelecto, pero las diferencias ideológicas entre ambos eran cada vez más pronunciadas, por lo que Debray decidió alejarse de la política definitivamente.
A partir de ese momento su trabajo se centró en la elaboración de una teoría general acerca de la transmisión cultural y de los medios de comunicación (mediología).
En 1991 llevó este método de análisis a la ciencia con libros como Curso de la mediología y el muy famoso Vida y muerte de las imágenes. Ha escrito también relatos autobiográficos sobre su experiencia en el amor y sobre su herencia política. En 2001 publicó Dios, un itinerario, donde se pregunta qué sabemos acerca de Dios.
En 1997 publica "Transmisión", donde analiza las diferencias con "comunicación", entre los conceptos que aporta se filtra lo que podría ser una metáfora de sus vivencias: "La transmisión procede geográficamente, procura ocupar el espacio, toma la forma de trayectos e influjos pero es para mejor hacer historia (el duro deseo de durar sin reparar en caminos)… y sólo se aventura en la lejanía para aumentar sus posibilidades de no morir".

## Vida personal
De su relación con Burgos nació una hija, Laurence, en 1976, quien en 2018 escribió una biografía sobre sus padres.